# Squalius illyricus
Squalius illyricus là một loài cá vây tia trong họ Cyprinidae.
Fish inhabits karstic waters of Bosna và Hercegovina, Croatia and Albania. Các môi trường sống tự nhiên của chúng là các con sông và các khu vực chứa nước. Nó bị đe dọa do mất môi trường sống.